# Lenka Kuhar Daňhelová
Lenka Kuhar Daňhelová (ur. 23 stycznia 1973) – czeska poetka, dziennikarka i tłumaczka.

## Życiorys
Pochodzi z Karniowa. Po studiach pracowała w gospodarstwie ekologicznym w Jesioniku. W latach 1993–1996 z końmi, a w latach 1996–1998 jako dziennikarka współpracując między innymi z Radiem Wolna Europa. Tłumaczy z języka włoskiego, francuskiego, słoweńskiego, polskiego i słowackiego. Od 2004 roku była współpracowniczką, a w latach 2005–2010 redaktorką czeskiej wersji kwartalnika literackiego Pobocza.
Dwukrotnie w 2010 i 2020 roku otrzymała wsparcie Instytutu Książki w ramach Programu Translatorskiego ©POLAND na tłumaczenie powieści Wiesława Myśliwskiego Widnokrąg i Traktat o łuskaniu fasoli.
Od 2005 roku mieszka w Beroun. Razem z mężem Peterem Kuharem od 2008 roku organizuje Festival Stranou – evropští básníci naživo, aby przybliżyć Czechom ciekawych, ale często nieznanych autorów.

## Nagrody
- 2013:Lirikonov zlát – słoweńska nagroda literacka przyznawana przez Velenjska knjižna fundacija[7]

## Twórczość (wybór)
- 2020: Jaká nesmrtelnost?[8]
- 2014: Hořem[9]
- 2012: Její bolest[10]
- 2012: Stranou – evropští básníci naživo. Antologia 54 czeskich i zagranicznych autorów, uczestników festiwalu Stranou[11].
- 2010: Pozdrav ze Sudet[12]
- 2005: Jak žít s povodněmi[13]
- 2003: Neu Erbersdorf[13]

### Tłumaczenia
- Ryszard Krynicki Magnetický bod (Magnetyczny punkt)[10]
- Genowefa Jakubowska-Fijałkowska Něžný nůž (Czuły nóż)[10]
- Wiesław Myśliwski Traktát o louskání fazolí (Traktat o łuskaniu fasoli)
- Wojciech Orliński Co jsou to sepulky – všechno o Lemovi 2012
- Krzysztof Kieślowski Kieślowski o Kieślowském 2013
- Franciszek Nastulczyk Průvodce slepého psa (Przewodnik ślepego psa) 2014
- Mikołaj Łoziński Kniha (Książka) 2015
- Zofia Staniszewska Netiketa. Dobré mravy na internetu (Dzieci w sieci, czyli dobre maniery w internecie) 2017[14]
- Wiesław Myśliwski Obzor (Widnokrąg) 2020[5]